# Penstemon gibbensii
Espèce
Penstemon gibbensii  est une espèce de plantes de la famille des Plantaginacées, originaire d'Amérique du Nord. Elle est connue sous le nom de       Gibben’s Beardtongue en anglais.

## Description
Cette espèce est pérenne et peut atteindre 20cm de haut.